# Dernière danse (Indila)
Dernière danse è un singolo della cantante francese Indila, pubblicato nel 2013 come primo estratto dall'album Mini World.

## Video
Il videoclip del brano, diretto dal regista Sylvain Bressolette e che descrive la storia di una giovane immigrata (la stessa Indila) che deve affrontare quotidianamente il razzismo a Parigi, è stato girato nel novembre 2013 ed è stato pubblicato il 4 dicembre dello stesso anno. Nel maggio 2023 raggiunge un miliardo di visualizzazioni (prima volta per un artista francofono su YouTube). Attualmente è il video musicale in lingua francese più visto di sempre sulla piattaforma.

## Tracce
Download digitale
1. Dernière danse - 3:32

## Classifiche
| Classifica (2014-25) | Posizione raggiunta |
| -------------------- | ------------------- |
| Austria              | 72                  |
| Belgio (Fiandre)     | 5                   |
| Belgio (Vallonia)    | 2                   |
| Francia              | 2                   |
| Germania             | 47                  |
| Israele              | 1                   |
| Italia               | 41                  |
| Libano               | 3                   |
| Moldavia             | 56                  |
| Paesi Bassi          | 55                  |
| Polonia              | 4                   |
| Repubblica Ceca      | 53                  |
| Romania              | 1                   |
| Slovacchia           | 76                  |
| Svizzera             | 15                  |
| Turchia              | 2                   |
| Ungheria             | 24                  |